# Boa (género)
Boa es un género americano de serpientes no venenosas de la familia Boinae, comúnmente llamados boas o boas constrictoras. Los miembros del género se distribuyen  desde México hasta el centro de la Argentina, abarcando una gran variedad de ecosistemas.

## Distribución geográfica
El área de distribución de este género comprende el continente americano, desde México hasta el centro de la Argentina, así como varias islas del Caribe (Antillas menores). 

## Taxonomía
El autor Kluge (1991) trasladó los géneros Sanzinia y Acrantophis a Boa, basándose en una filogenia derivada de características morfológicas. Sin embargo, posteriormente se ha visto que estos géneros de Madagascar no forman un grupo monofilético con Boa constrictor, por lo que en la actualidad la mayoría de los autores han vuelto a la utilización de Sanzinia y Acrantophis para las boas de Madagascar.
Para añadir aún más a la confusión de nombres, muchas especies de serpientes de la familia Boidae se conocen comúnmente como "boas" y todos también se sirven de constricción para matar sus presas. Además, se reconoce varias subespecies de B. constrictor, que a menudo tienen diferentes nombres comunes.

### Especies
| Especie             | Autor de Taxón                                  | Subesp.* | Nombres comunes                                    | Distribución geográfica |
| ------------------- | ----------------------------------------------- | -------- | -------------------------------------------------- | --- |
| B. atlantica        | Gonzalez, Bezerra de Lima, Passos & Silva, 2024 | 0        | Boa constrictora de la costa atlántica de Brasil.  | Mata Atlántica costera a lo largo del este de Brasil, desde Caicó en el Estado de Río Grande del Norte hasta Ilha Grande en el Estado de Río de Janeiro. |
| B. constrictorT     | Linnaeus, 1758                                  | 4        | Boa constrictora sudamericana                      | Colombia, Ecuador, Perú, Venezuela, Guyana, Suriname, Guyana francesa, Brasil, Bolivia, y Argentina hasta el Cono Sur. También en las Antillas Menores de San Andrés, Providencia y otras islas del Caribe y Sudamérica.                                                                        |
| B. imperator        | Daudin, 1803                                    | 0        | Boa constrictora centroamericana, Mazacuata.       | Costa del Golfo de México (Tamaulipas, Veracruz y Tabasco), Chiapas y Península de Yucatán (México); Guatemala, Belice, El Salvador, Honduras, Nicaragua, Costa Rica, Panamá y región pacífica de Colombia.                                                                                     |
| B. nebulosa         | Lazell, 1964                                    | 0        | Boa constrictora de Dominica.                      | Endémica de la Isla de Dominica. |
| B. occidentalis     | Philippi, 1873                                  | 0        | Boa constrictora de las vizcacheras o Lampalagua.  | Desde el Chaco paraguayo hasta el norte y centro de la Argentina (Formosa, Chaco, Santa Fe, Santiago del Estero, Salta, Jujuy, Tucumán, Catamarca, La Rioja, San Juan, Mendoza, San Luis, Córdoba, y La Pampa), desde el pedemonte de la Selva de la yunga hasta las regiones áridas del chaco. |
| B. orophias         | Linnaeus, 1758                                  | 0        | Boa constrictora de Santa Lucía.                   | Endémica de la Isla de Santa Lucía. |
| B. sigma            | Smith, 1943                                     | 0        | Boa constrictora del Pacífico mexicano, Mazacuata. | Costa del Pacífico de México, empezando por Sonora, recorriendo la Sierra Madre Occidental y la Sierra Madre del Sur hasta el Istmo de Tehuantepec. |
| B. blanchardensis † | Bochaton & Bailon, 2018                         | 0        | Boa de Marigalante                                 | Endémica de la Isla de Mariagalante (Extinta). |

*) Sin incluir las subespecies nominales.

T) especie tipo.